# Maître des Crucifix bleus

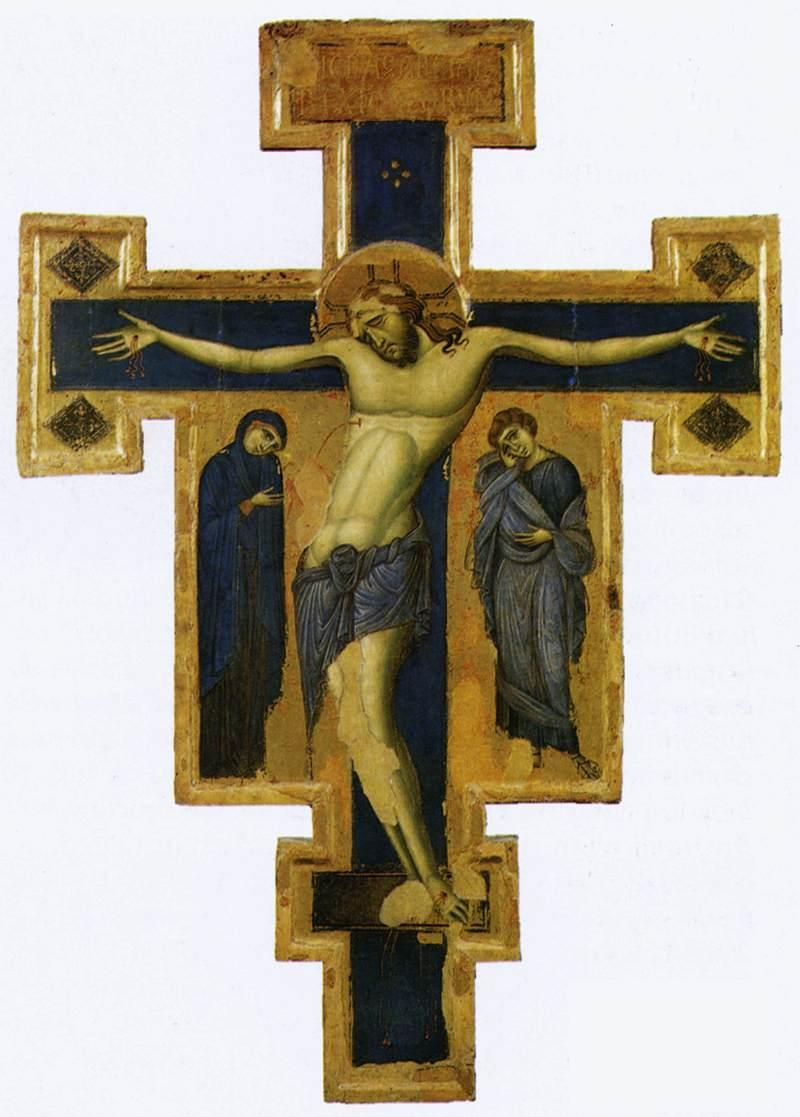
Exemplaire d'Assise.

Maître des Crucifix bleus est le nom de convention (ou de commodité) donné à un peintre anonyme ombrien du Duecento dont les crucifix peints ont la particularité d'afficher une dominante bleue (en particulier dans les vêtements des personnages et sur le périzonium du Christ).

## Histoire
L'existence de l'artiste est déduite une première fois en 1922 par l'historien de l'art suédois Osvald Sirén, lorsque ce dernier trace un parallèle entre le crucifix de Saint-François d'Assise, deux peintures similaires à Bologne, le deuil de la Vierge et le deuil de Saint Jean. En 1929, Evelyn Sandberg-Vavalà ajoute le crucifix de l'église Sante Maria de Borgo (Florence) aux œuvres attribuées à l'artiste. On lui attribue une formation à Assise entre 1255 et 1265, et un style principalement influencé par le Maestro Espressionista di Santa Chiara.

## Œuvres
- le Crucifix peint du couvent Saint-François d'Assise
- Crucifix, vers 1260, Cologne, Wallraf-Richartz Museum
- Crucifix, vers 1270-1280, Faenza, Pinacothèque
- Crucifix, Boston, Museum of Fine Arts